# Lisht
Lisht o Al-Lisht és una ciutat d'Egipte, a la riba occidental del Nil, en línia amb la regió de l'oasi del Faium, entre Dashur i Maidum, i molt poc al sud d'Al-Aiyat. La ciutat egípcia, fundada amb la dinastia XII, es va dir Itytawi i en queden algunes ruïnes. Les principals restes són properes, i es tracta de dues piràmides en ruïnes: la piràmide d'Amenemhet I, i la piràmide de Senusret I. A la ciutat hi va existir un cementiri de la dinastia XII.
Amenemhet I va fundar la dinastia XII i va traslladar la seva capital de Tebes cap al nord, a un lloc desconegut però que se suposa que fou a la regió de l'oasi del Faium. La nova ciutat es va dir Itytawi (‘El conqueridor de les dues terres). El seu fill Senusret el va succeir i, ja abans, va governar amb el pare. Ambdós van ser enterrats a la necròpolis, prop de Lisht.